# Parodiella perisporioides
Parodiella perisporioides är en svampart som först beskrevs av Berk. & M.A. Curtis, och fick sitt nu gällande namn av Speg. 1898. Parodiella perisporioides ingår i släktet Parodiella och familjen Parodiellaceae.   Inga underarter finns listade i Catalogue of Life.